# 荻原達子
荻原 達子（おぎはら たつこ、1934年 - 2007年5月2日）は、日本の能楽プロデューサー。

## 来歴・人物
長野県岡谷市生まれ。東京女子大学短期大学部卒。能楽書林の編集部を経て、社団法人「銕仙会」の事務局長。退職後、同人組織の能楽座のゼネラルマネージャーを務めた。
様々な分野で演劇コーディネーターを務め、一貫して能・狂言の伝統の継承と創造活動を、裏方で支え、国内外を問わずあらゆる種類の能・狂言公演を手がけた。能楽師観世栄夫運転の自動車に同乗し帰宅中に東京都八王子市の中央自動車道で事故に遭い、頭部を負傷し亡くなった。73歳没。なお観世自身も衝撃で、闘病中だった事も重なり1ヶ月後に病没した。

## 編著
- 「観世寿夫 世阿弥を読む」（平凡社ライブラリー、2001年）を再編集。
  - 「観世寿夫著作集」（共編／平凡社、全4巻、1981年）をもとにした。
- 「狂言辞典」（共編／東京堂出版／1966年）